# José María Echevarría
José María Echevarría Ayestarán (Getxo, 30 ottobre 1920 – Leza, 25 ottobre 1966) è stato un calciatore spagnolo di origini basche.

## Carriera

### Club
Dopo essere cresciuto nella cantera dell'Athletic Bilbao, debuttò in Primera División spagnola il 10 dicembre 1939 nella partita Siviglia-Athletic (3-3).
Nella stagione 1940-1941 vinse il Trofeo Zamora, avendo subito soltanto 21 gol in 18 partite.
Nella sua ultima stagione da giocatore, la stagione 1942-43, vinse sia campionato che la Coppa del Generalisimo.
Ha giocato un totale di 59 partite nella prima divisione prima di ritirarsi nel 1943 a causa di una malattia polmonare.

### Nazionale
È stato convocato sei volte con la Nazionale di calcio della Spagna, vestendone la maglia in un'occasione, il 12 gennaio 1941 in Portogallo-Spagna (2-2).

## Palmarès

### Club
- Campionato spagnolo: 1

Athletic Bilbao: 1942-1943
- Coppa di Spagna: 1

Athletic Bilbao: 1943

### Individuale
- Trofeo Zamora: 1

1940-1941